# Carreño
Carreño és un conceyu de la Comunitat Autònoma del Principat d'Astúries. Limita a l'oest amb Corvera, amb Gozón i el Mar Cantàbric al nord, amb el Mar Cantàbric i Gijón a l'est, i amb Gijón al sud. Forma juntament amb Gozón la Mancomunitat del Cap de Peñas.

## Història

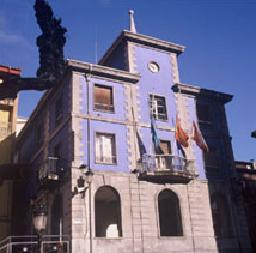
Ajuntament antic de Carreño

### Prehistòria i romanització
Les primeres restes humans tenen una antiguitat de 100.000 anys, trobats en la propera ancorada de Bañugues al concejo de Gozón. Del Paleolític Superior hi ha restes prop de Perlora a la Cueva Oscura, de la qual es va fer un estudi que va oferir materials del solutrià i magdalenià.
De l'Època Megalítica, es troben restes en El Mont Areo, i restes tumulars que tenen una edat cronològica del 3.000 abans de Crist, amb gran quantitat de restes fúnebres. A l'edat de bronze, es van trobar dues destrals, una procedent de Perlora i altra en el castro de la Barrera, aquest últim de la cultura castrenya, ja que a títol orientatiu es creu que per aquesta zona habitava el poble astur. De l'Època de la romanització, hi ha poques restes. Únicament els localitzats a Coyanca i diverses desenes de monedes de les quals només es conserven set auris encunyats i la torre de Yabio de dubtosa arquitectura romana, són totes les restes oposades. No es torna a tenir informació fins als segles posteriors.

### edat mitjana i Moderna
En l'edat mitjana, el concejo de Carreño va pertànyer a les terres de Gauzon i després es va integrar a l'alfoz d'Avilés, però no fou fins al segle xiii, quan el concejo de Carreño va ser reconegut com a territori autònom i dotat d'una carta pobla. Aquesta autonomia no duraria molt doncs Ferran IV, atorga al concejo d'Avilés una sèrie de terres entre les quals estaven les de Carreño incloses, sent la seva capacitat limitada enfront de les decisions d'Avilés. Sí que cal dir que Carreño fou sempre de reialenc, sense dependència de senyorius i va estar representat en les Juntes Generals del Principat des dels segles xiv i xv, estant integrat en el partit d'Avilés, encara que això no vol dir que en les seves terres no existís aristocràcia regional o local.
En els segles XV i XVI, la vila de Candás ja té un reconegut trafico portuari i pesquer, així en el segle xvi, es fan les reformes del port en el qual participa Juan Cerecedo, mestre d'obres de la Catedral d'Oviedo. En el XVII, ja la vila de Candás comença a ser un nucli de població destacat, comptant amb un mestre, un cirurgià, etc. No és fins al segle xvii, quan aconsegueix la seva emancipació definitiva del alfoz avilesí, comprant el concejo de Carreño a l'abadia de Santa María de Arbas del Port, el seu vedat d'Overiz, convertint-se en un municipi autònom i unificat tal com ho coneixem avui dia. En el segle xviii, hi ha una gran activitat portuària de drassanes per a la construcció i reparació de vaixells. Cal tenir en compte que Candás era un important port pesquer. En la faldilla de la foresta de Sant Sebastià, estava la fàbrica amb les calderes per a fondre el greix de les balenes. En aquest segle es funden les cofradies de pescadors de Nostra Senyora del Carmen i les Ánimes del Purgatori. Es fan nous arranjaments en el port i s'instal·len els canons en el promontori de San Antonio per a la defensa de la vila. En aquest segle és quan totes les funcions administratives se centralitzen en les cases consistorials de Candás.

### Seglexixfins ara
En el segle xix, amb la guerra de la Independència, Carreño contribuirà amb un regiment de Candás i Luanco, però amb la derrota del pont de San Sebastián de Avilés, caurà tota aquesta zona. Des de llavors la seva població patirà espolis i patiments, fins al final de la invasió. Durant el trienni liberal el concejo es disgregués en tres, amb capitals a Candás, Guimaran i Tamón, encara que aquesta situació no va durar molt temps. L'última part del segle xix i el començament del XX, portarà un període de profundes transformacions. S'obren diverses mines de ferro, nombroses indústries conserveres, la fàbrica de productes químics d'Aboño o la inauguració de la línia de ferrocarril.
En la guerra civil no va tenir un paper protagonista, tot el territori va caure en bloc en mans del bàndol nacional. Després de la guerra, Carreño culmina el procés de transformació, convertint-se en un dels concejos amb major concentració industrial, però cal destacar la progressiva crisi en els últims decennis, tant del sector pesquer com de l'industrial.

## Geografia

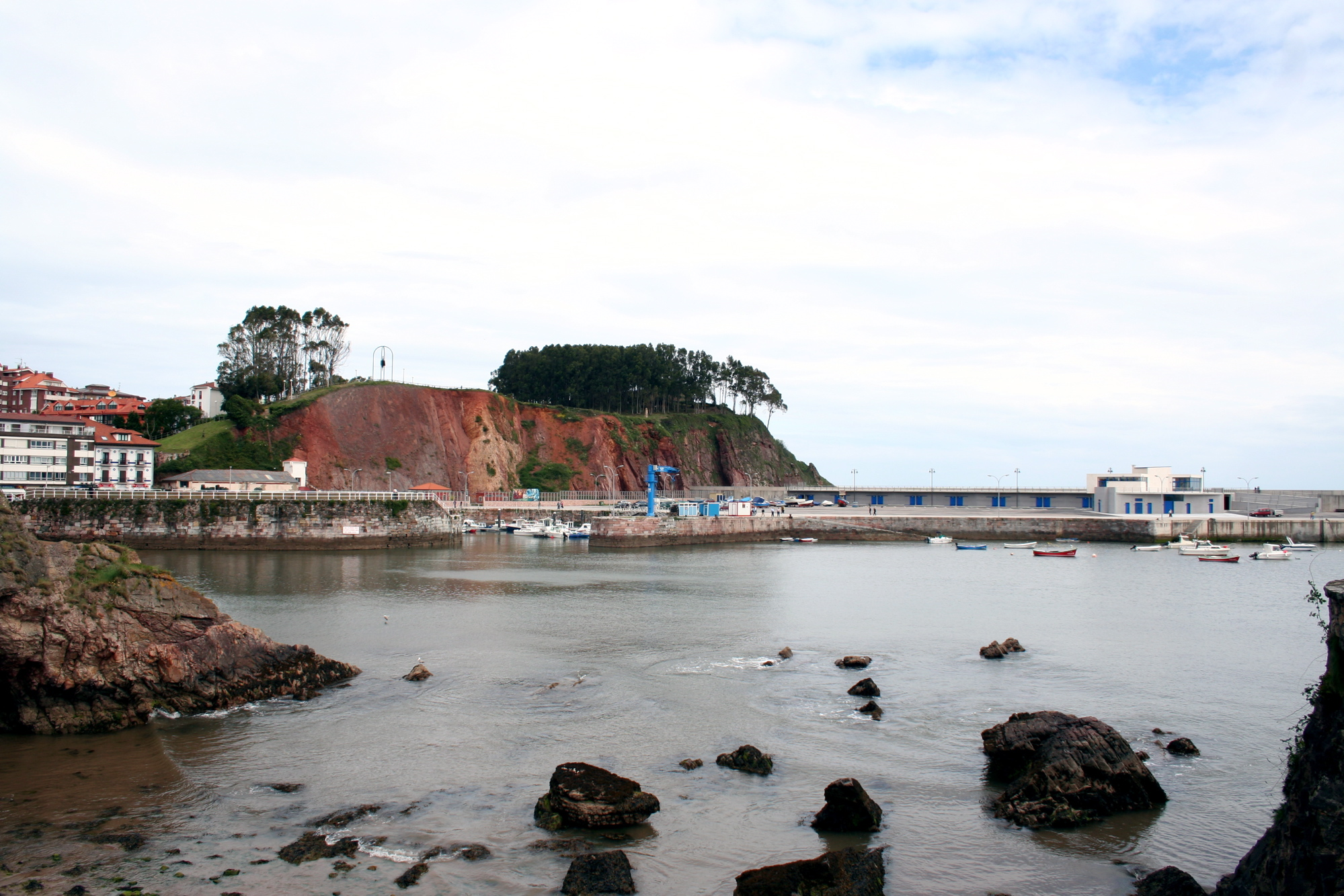
Porto de Candás

Aquest concejo té una població de 10.842 habitants, el seu capital és la vila de Candás i els seus nuclis més poblats són: la vila de Candás, La Granda, La Matiella, Rebollada i Fondo. Està a una distància de la capital del Principat de 35 quilòmetres, estant bé comunicat amb els principals nuclis urbans del Principat a través de l'autopista "I". Compte també amb diverses carreteres autonòmiques i comarcals.
Aquest concejo no té grans altures, la seva cota màxima està en la Serra Areo al sud amb una altura de 264 metres, alguns accidents litorals de Carreño són el cap de San Antonio i les puntes de Bec de Castiello i La Banya. De les seves ancorades cap destacar les del port de Candás, la de Xivares i Peran. Entre les llomes es disposen cinc belles valls; tots prenen la direcció est-oest. La vegetació més abundant en tot el concejo és l'eucaliptus, encara que també hi ha castanys i roures. Hi ha abundància de poma, de les seves pomeres surt una poma molt apropiada per a la sidra. Aquest concejo també té una rica varietat d'animals com raposos, llúdries, teixons, martas i unes 180 espècies diferents d'aus marines i migratòries.

## Parròquies
El concejo de Carreño està dividit en 12 parròquies rurals: 

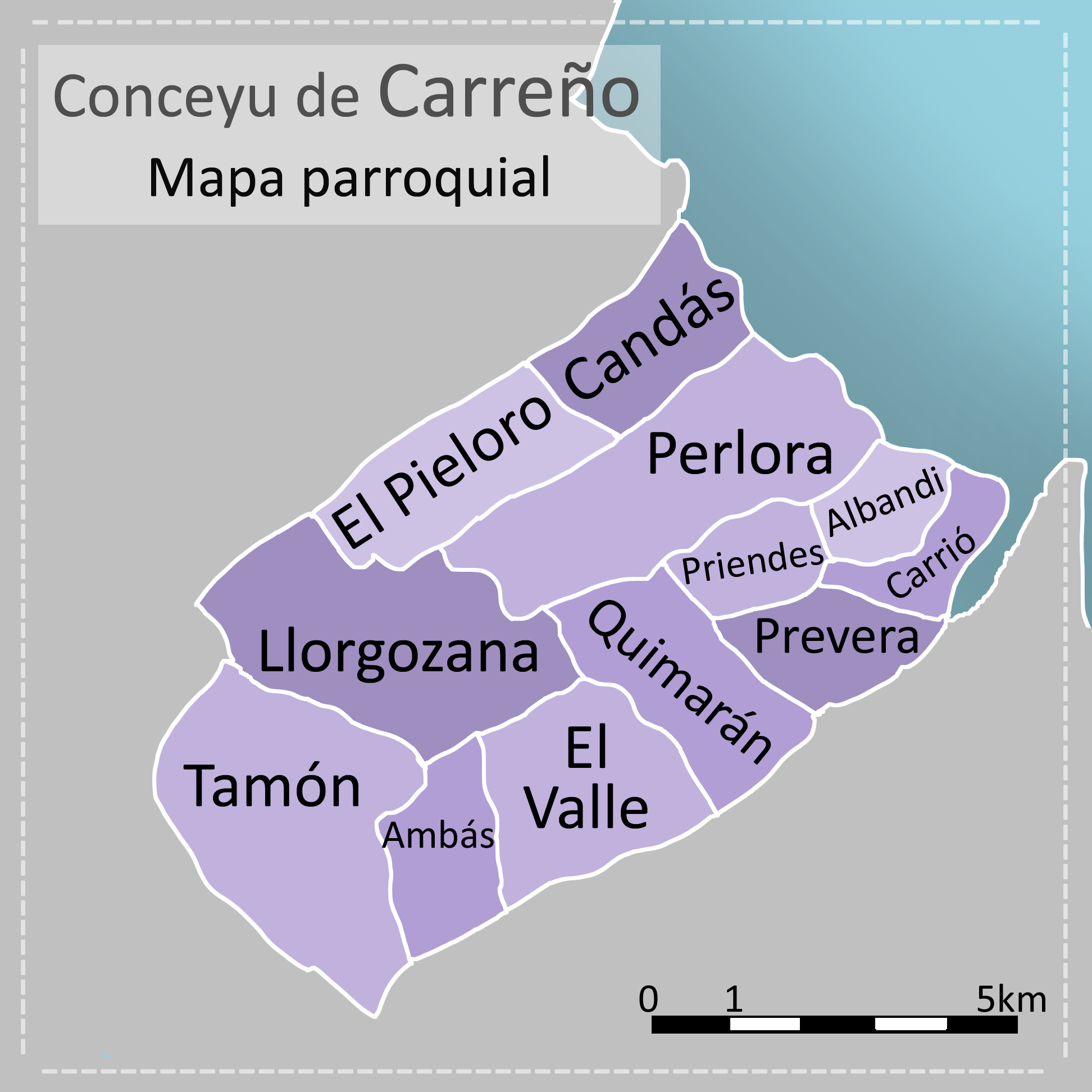
Mapa de Carreño amb la divisió parroquial.

- Albandi
- Ambás
- Candás
- Carrió
- Quimarán
- Llorgozana
- Perlora
- Prevera
- El Pieloro
- Priendes
- Tamón
- El Valle

## Evolució demogràfica
Ha sigut un concejo que ha experimentat diferents canvis, així mentre el concejo en si no fa més que va perdre població, Candás, la capital, presenta la situació inversa, amb un augment progressiu. Al cens de 1996, Carreño tenia una població censada de 6.370 habitants. Es pot observar que fins a 1981 el concejo de Carreño no fa més que augmentar la seva població fins als 12.000 habitants, moment en el qual la situació canvia de rumb i la població decau. El creixement a la capital no ha compensat les pèrdues per mor de l'emigració de la població més jove de les àrees rurals. El que va fer que la seva estructura demogràfica sigui una de les més envellides d'Astúries. Aquesta població jove emigra en l'últim terç del segle xix, amb especial predilecció per Cuba i després Mèxic, Argentina, Veneçuela i Estats Units. Va tenir molta menor incidència l'emigració cap a països europeus.

## Política
Al concejo de Carreño, des de 1979, el partit que més temps ha governat ha estat izquierda Unida (vegeu Llista d'alcaldes de Carreño). L'alcalde n'és el socialista Manuel Ángel Riego González que deté el càrrec des de 1999.
|      | PSOE | PP | UICA | IU-BA | URAS-PAS | AA | Unidá (AC) | Total |
| ---- | ---- | -- | ---- | ----- | -------- | -- | ---------- | ----- |
| 1999 | 7    | 4  | -    | 3     | 3        | 0  | -          | 17    |
| 2003 | 5    | 3  | 4    | 3     | 1        | 1  | -          | 17    |
| 2007 | 6    | 4  | 3    | 2     | 1        | -  | 1          | 17    |

## Personatges il·lustres
- Antón de Marirreguera, escriptor del segle xvii, un dels primers autors a escriure en asturià.
- Juan Carreño de Miranda (1614-1685).
- Carlos González Posada (1745-1831), historiador
- Antonio Rodríguez, Antón, (1911-1937), escultor, mort durant la guerra civil espanyola. Té un museu propi a Candás.
- Pedro Braña, mestre i compositor.
- Aníbal carreño, pintor i mestro.
- Miguel Carreño Caballero, pintor i mestre (1976-1990)